# Варвар Разбојник
Свети Варвар је био разбојник, који се после многих злочина покајао се и осудио сам себе, прво да три године иде четвороношке и једе са псима, а после да дванаест година живи у шуми, без одела, без крова, и без икакве хране осим траве и лишћа. У хришћанској традицији помиње се да је добио вест од анђела, да су му греси опроштени. Неки трговци који су путовали кроз шуму, видевши издалека Варвара, помислили су да је звер а не човек и убили су га стрелама. Умирући он их је замолио да јаве оближњем свештенику о њему. Свештеник је дошао и чесно га сахранио. Хришћани верују да је из његовог тела потекло целебно миро, које је исцељивало разне болести и муке на људима.
Српска православна црква слави га 6. маја по црквеном, а 19. маја по грегоријанском календару.